# Hayes Microcomputer Products
Hayes Corporation companyia nord-americana fundada per Dennis Hayes, va desenvolupar el primer mòdem per ordinador. Des de 1981, va ser una de les empreses que més va contribuir al desenvolupament de la telemàtica. Però va tenir importants dificultats econòmiques el 1996 i finalment va fer fallida en no saber-se adaptar a les noves realitats del mercat de les telecomunicacions. Hayes Corporation va arribar a tenir 250 empleats, i encara que no va assolir mai les dimensions d'altres grans fabricants de productes de telecomunicacions, tots els mòdems havien de ser "compatibles Hayes", és a dir, amb el llenguatge creat per Hayes, basat en les famoses comandes i paràmetres AT. Malgrat el seu prestigi, la potència de Hayes Corporation es va anar desdibuixant fins a la seva desaparició. En l'actualitat, el seu web segueix actiu, però ofereix productes d'altres fabricants.